# Дедин
45°23′ пн. ш. 14°51′ сх. д. / 45.38° пн. ш. 14.85° сх. д.
Дедин (хорв. Dedin) — населений пункт у Хорватії, у Приморсько-Горанській жупанії у складі міста Делниці.

## Населення
Населення за даними перепису 2011 року становило 93 осіб.
Динаміка чисельності населення поселення:

## Клімат
Середня річна температура становить 6,47 °C, середня максимальна – 19,63 °C, а середня мінімальна – -7,05 °C. Середня річна кількість опадів – 1598 мм.
| Клімат поселення                              | Клімат поселення | Клімат поселення | Клімат поселення | Клімат поселення | Клімат поселення | Клімат поселення | Клімат поселення | Клімат поселення | Клімат поселення | Клімат поселення | Клімат поселення | Клімат поселення | Клімат поселення |
| Показник                                      | Січ.             | Лют.             | Бер.             | Квіт.            | Трав.            | Черв.            | Лип.             | Серп.            | Вер.             | Жовт.            | Лист.            | Груд.            |                  |
| Середній максимум, °C                         | 3,42             | 3,78             | 6,26             | 10,06            | 14,90            | 18,63            | 19,63            | 19,49            | 15,79            | 11,55            | 6,53             | 2,77             |                  |
| Середня температура, °C                       | −1,81            | −1,46            | 1,03             | 4,82             | 9,67             | 13,39            | 15,66            | 15,52            | 11,82            | 7,58             | 2,56             | −1,19            |                  |
| Середній мінімум, °C                          | −7,05            | −6,7             | −4,2             | −0,41            | 4,44             | 8,17             | 11,70            | 11,56            | 7,86             | 3,63             | −1,41            | −5,16            |                  |
| Норма опадів, мм                              | 102              | 104              | 122              | 142              | 123              | 141              | 101              | 120              | 144              | 171              | 185              | 143              |                  |
| Середньомісячна швидкість вітру, м/с          | 3.12             | 3.27             | 3.36             | 3.11             | 2.89             | 2.72             | 2.55             | 2.62             | 2.71             | 3.02             | 3.30             | 3.34             |                  |
| Середньомісячна сонячна радіація, кДж/м²·день | 4355             | 7121             | 10334            | 14545            | 18604            | 20123            | 21651            | 18185            | 13485            | 8936             | 4756             | 3650             |                  |
| --------------------------------------------- | ---------------- | ---------------- | ---------------- | ---------------- | ---------------- | ---------------- | ---------------- | ---------------- | ---------------- | ---------------- | ---------------- | ---------------- | ---------------- |
| Джерело:                                      |                  |                  |                  |                  |                  |                  |                  |                  |                  |                  |                  |                  |                  |